# 奥索尔尼略
奥索尔尼略，是西班牙卡斯蒂利亚-莱昂帕伦西亚省的一个市镇。 总面积18平方公里，总人口91人（2001年），人口密度5人/平方公里。